# Lorcan Cranitch
Lorcan Cranitch (Dublin, 28 augustus 1959) is een Iers acteur.

## Biografie
Cranitch kwam tijdens zijn studietijd in aanraking met het acteren, in 1980 verhuisde hij naar Londen om te gaan studeren aan het Royal Academy of Dramatic Art. 
Cranitch begon in 1978 met acteren in de televisieserie The Spike, waarna hij nog meerdere rollen speelde in televisieseries en films. Naast het acteren voor televisie is hij ook actief in lokale theaters, en voor het Royal Shakespeare Company en het Abbey Theatre.

## Filmografie

### Films
Uitgezonderd korte films.
- 2023 A Greyhound of a Girl - als rechter (stem)
- 2022 LOLA - als majoor-generaal Norbury
- 2022 Stumbling - als Logan
- 2022 Lakelands - als Diarmuid
- 2022 Aisha - als Peter Flood
- 2022 Tarrac! - als Bear
- 2022 Róise & Frank - als Donncha
- 2021 Christmas at Castle Hart - als Patrick O'Reilly
- 2021 Herself - als Michael
- 2019 Dad - als vader / Padraig
- 2018 The Dig - als Sean McKenna
- 2015 The Bloody Irish - als James Connolly
- 2014 Love, Rosie - als Dennis Dunne
- 2014 The Legend of Longwood - als Lance Wicklow
- 2013 The Food Guide to Love - als Eddie
- 2012 Flying Blind - als Duncan Morehouse
- 2009 Best: His Mother's Son - als Dickie Best
- 2008 God on Trial - als Blockaltester
- 2008 Summer of the Flying Saucer - als Ciaran
- 2004 The Queen of Sheba's Pearls - als Harold Bradley
- 2004 Omagh - als chief constable sir Ronnie Flanagan
- 2003 Hornblower: Duty - als Wolfe
- 2003 Hornblower: Loyalty - als Wolfe
- 2002 Shackleton - als Frank Wild
- 2000 My Fragile Heart - als Bernard Cleve
- 2000 McCready and Daughter - als Michael McCready
- 1998 Dancing at Lughnasa - als Danny Bradley
- 1998 Night Train - als Billy
- 1998 Titanic Town - als Tony
- 1998 Close Relations - als Stephen
- 1998 Macbeth - als Macduff
- 1997 Deacon Brodie - als George Smith
- 1997 Food of Love - als Luke
- 1997 The Heart Surgeon - als Larry Duggan
- 1995 Life After Life - als Leo Doyle
- 1992 The Playboys - als Ryan / John Joe
- 1991 Chernobyl: The Final Warning - als Chernov
- 1987 The Venus de Milo Instead - als mr. Scott
- 1987 Empire State - als Richard
- 1987 The Magic Toyshop - als Francie

### Televisieseries
Uitgezonderd eenmalige gastrollen.
- 2021-2022 Bloodlands - als DCS Jackie Twomey - 10 afl.
- 2022 Magpie Murders - als sir Magnus Pye / Max Ryeland - 4 afl.
- 2020 Rig 45 - als Adam - 6 afl.
- 2019 Les Misérables - als hoofdinspecteur - 2 afl.
- 2017 Acceptable Risk - als chief superintendent James Nulty - 3 afl.
- 2015 The Last Kingdom - als Selbix - 2 afl.
- 2014-2015 Atlantis - als Cilix - 6 afl.
- 2015 Code of a Killer - als DI Alan Madden - 2 afl.
- 2015 Fortitude - als DI Littlejohn - 3 afl.
- 2014 Penny Dreadful - als inspecteur Granworthy - 2 afl.
- 2013 Moonfleet - als Meech - 3 afl.
- 2013 1916 Seachtar Dearmadta - als James Connolly - 7 afl.
- 2011 Silent Witness - als DS Mansfield - 2 afl.
- 2010 Single-Handed - als Niall O'Sullivan - 2 afl.
- 2010 1916 Seachtar na Cásca - als James Connolly - 7 afl.
- 2009 Paradox - als Simon Manning - 5 afl.
- 2009 The Clinic - als Diarmuid - 3 afl.
- 2008 The Palace - als Jonty Roberts - 8 afl.
- 2007 The Street - als Danny Parr - 2 afl.
- 2007 Trouble in Paradise - als Doc Little - 2 afl.
- 2005-2007 Rome - als Erastes Fulmen - 6 afl.
- 2006 The Bill - als DCI Frank Keane - 7 afl.
- 2002-2003 Spooks - als Patrick McCann - 2 afl.
- 2001 McCready and Daughter - als Michael McCready - 5 afl.
- 2001 Rebel Heart - als inspecteur Nelson - 2 afl.
- 1998-1999 Ballykissangel - als Sean Dillon - 24 afl.
- 1993-1995 Cracker - als DS Jimmy Beck - 19 afl.
- 1991 Parnell & the Englishwoman - als Timothy Healy - 4 afl.

- Biblioteca Nacional de España: XX1784422
- Gemeinsame Normdatei: 1073130517
- International Standard Name Identifier: 0000 0001 1451 1176
- Library of Congress Control Number: no2002003250
- Nationale Bibliotheek van Israël: 987007334971705171
- Virtual International Authority File: 87570524
- WorldCat: E39PBJwMDW3pjRr3wqD8w4RtKd